# SpaceKees
Kees Freek Wouter van den Assem (Gouda, 3 januari 1980), beter bekend als SpaceKees, is een Nederlandse rapper. Sinds 2000 is hij actief.

## Discografie

### Albums
- Kees Promo Ex, 2000
- Keeskabaret (Uit De Dip Shit), 2001
- (Auto)Biografie, 2005
- Spacekees & Terilekst, 2005
- Meer Ruimte, 2008
- SLBMG, 2012
- Suave, 2017
- LNM VICE CITY, 2022
- LNM FOREVER, 2023

### Singles en ep's
- Wat Wil Je Doen, 2005
- Ik Wil Een Meisje, 2005
- Als Je Kerstman Was...?, 2006
- Is 'T Dan Zo Kut, 2008
- Ocarina, 2012
- HELD, 2014
- LNM CARE PACKAGE, 2024

### Mixtapes
- The Raw Tapes, 2006
- De 'Ren Nu Het Nog Kan' Mixtape, 2008
- VRIJMIBO, 2022

## Hitlijst
| Single met eventuele hitnotering(en) in de Nederlandse Top 40 | Datum van verschijnen | Datum van binnenkomst | Hoogste positie | Aantal weken | Opmerkingen                                                                                                |
| ------------------------------------------------------------- | --------------------- | --------------------- | --------------- | ------------ | --- |
| Ik wil een meisje                                             | 2005                  | 04-06-2005            | tip2            | 6            | met Terilekst                                                                                              |
| Wat wil je doen?                                              | 2005                  | 08-10-2005            | 15              | 8            | met The Partysquad, Jayh en Reverse (Art Officials), Darryl, The Opposites, Willie Wartaal en Heist-Rockah |